# Слободан Ивковић
Слободан Ивковић (Београд, 4. август 1937 — Београд, 28. септембар 1995), познат по надимку Пива, био је југословенски и српски кошаркаш и кошаркашки тренер.
Ивковић је као тренер предводио Раднички Београд, ОКК Београд и МЗТ Скопље, као и клубове у Кувајту и Уједињеним Арапским Емиратима. Његов млађи брат Душан Ивковић је такође био познат кошаркашки тренер.

## Играчка каријера
Ивковић је играо кошарку за сениорски тим Радничког као и ОКК Београда. Био је талентован играч са добрим физичким предиспозицијама, али нико није успео да га стабилизује као играча. Поред тога, имао је слаб вид, што је био озбиљан проблем пошто су се у то време многе утакмице играле на отвореном, током ноћи.

## Тренерска каријера
Тренерску каријеру је започео већ са 30 година у тада моћном ОКК Београду. Са ОКК Београдом је наставио низ освајања трофеја. Након тога постаје тренер Радничког са Црвеног крста. Као тренер био је визионар и веома храбар. Ипак до краја 60-тих, то му није донело задовољавајућих резултата. Ипак почетком 70-тих, коцкице су се полако склапале. У раднички је довео Милуна Маровића, кога су у Земунској гимназији ослободили фискултуре, да би он након Радничког постао врхунски центар па чак и репрезентативац. Још бољи пример је довођење Милована Тасића, који је од предиспозиција за кошарку имао само висину, а великих проблема и са кретањем и од њега је Слободан направио центра достојног шампионске екипе. И онда је дошло до историјског успеха Радничког када је у сезони 1972/1973. постао првак Југославије. Иако та екипа није важила за фаворита успела је да дође до титуле у предзадњем колу те сезоне, победом против Босне. Исте сезоне и јуниори Радничког су постали прваци Југославије а њих је предводио Душан Ивковић. Већ у следећој сезони са Радничким је успео да дође до полуфинала тада Купа Шампиона, али је италијански Варезе био прејак. Велики успех је био и освајање купа Југославије 1976. године. 1977. године успева да стигне и до финала Купа победника Купова. Једно време је био и селектор репрезентације Југославије.
Био је један од првих југословенских тренера који је прошао школу у САД, где је учио од америчког тренера Џона Вудена. Сваком детаљу обраћао је много пажње и захтевао од својих играча савршенство. Он је успешно наставио Николићеву и Жеравицину школу кошарке. Често је форсирао контре и са по четири играча. Због тога су екипе које је он водио пре свега играле лепо и баш онако како је он желео, а титуле и трофеји су биле секундарни циљ.

## Остало
Оснивач је удружења кошаркашких тренера Југославије. Његов брат Душан Ивковић такође је веома познат кошаркашки тренер. Ивковић је рођак Николе Тесле, пошто је Теслина мајка Георгина Тесла сестра Ивковићевог прадеде Тривуна Мандића, оца његове бабе Олге. Данас се њему у част одржава меморијални турнир у Београду који организује кошаркашки клуб Раднички.
Као млад похађао је музичку школу где је свирао виолину. Касније као тренер био је страствени голубар.